# Återträffen
Återträffen (The Reunion en anglès) és una pel·lícula dramàtica sueca de l'any 2013 dirigida per Anna Odell. Entre els actors hi trobem Anders Berg (actor), Christopher Wollter, Fredrik Meyer, Mikaela Ramel, Minna Treutiger i Henrik Norlén. La pel·lícula va guanyar el premi al millor film i al millor manuscrit del premi Guldbagge (2014). Va ser també nominada al millor director i al millor director femení.

## Argument
Han passat vint anys des que Anna Odell va acabar l'escola i es farà una festa de la classe. L'Anna Odells és l'única que no ha estat convidada. Havia estat objecte de bulling durant nou anys. Fa un curt on explica que podria haver passat si l'haguessin convidada. Convida els antics companys d'un en un o de dos en dos a veure el film per discutir-lo amb ells.

## Repartiment
- Sandra Andreis – Louise
- Kamila Benhamza – Camilla
- Anders Berg – Anders
- Erik Ehn – Erik
- Niklas Engdahl – Nille
- Per Fenger-Krog – Per
- Robert Fransson – Robban
- Sara Karlsdotter – Linda
- Sanna Krepper – Sanna
- Andreas Kundler – Andreas
- Fredrik Meyer – Fredrik
- Lena Mossegård – Lena
- David Nordström – David
- Henrik Norlén – Henrik
- Anna Odell – Anna
- Sara Persson – Sara
- Mikaela Ramel – Mikaela
- Ulf Stenberg – Ulf
- Rikard Svensson – Rikard
- Cilla Thorell – Cilla
- Minna Treutiger – Minna
- Malin Vulcano – Malle
- Christopher Wollter – Kristoffer